# Franz Kaspar Lieblein
Franz Kaspar Lieblein o Caspar (Karlstadt, 15 settembre 1744 – Fulda, 28 aprile 1810) è stato un botanico tedesco.
È noto per i suoi studi della flora di Fulda in Assia, e scrisse Flora fuldensis nel 1784, in cui descrisse più di 300 specie di piante trovate nelle montagne di Rhön. Morì a Fulda il 28 aprile 1810.
| Liebl. è l'abbreviazione standard utilizzata per le piante descritte da Franz Kaspar Lieblein. Consulta l'elenco delle piante assegnate a questo autore dall'IPNI. |

| Controllo di autorità | VIAF (EN) 69764026 · ISNI (EN) 0000 0000 1270 0988 · CERL cnp00418218 · GND (DE) 120601443 |